# Борути (гміна Жевне)
Борути (пол. Boruty) — село в Польщі, у гміні Жевне Маковського повіту Мазовецького воєводства.
Населення — 194 особи (2011).
У 1975-1998 роках село належало до Остроленцького воєводства.

## Демографія
Демографічна структура станом на 31 березня 2011 року:
|          | Загалом | Допрацездатний вік | Працездатний вік | Постпрацездатний вік |
| -------- | ------- | ------------------ | ---------------- | -------------------- |
| Чоловіки | 97      | 21                 | 63               | 13                   |
| Жінки    | 97      | 18                 | 57               | 22                   |
| Разом    | 194     | 39                 | 120              | 35                   |